# Vinslöv
Vinslöv er et byområde i Hässleholms kommune i Skåne Län med 3.984 (2010) indbyggere. I byen findes flere butikker og en jernbanestation.